# 상하이 국제회의센터

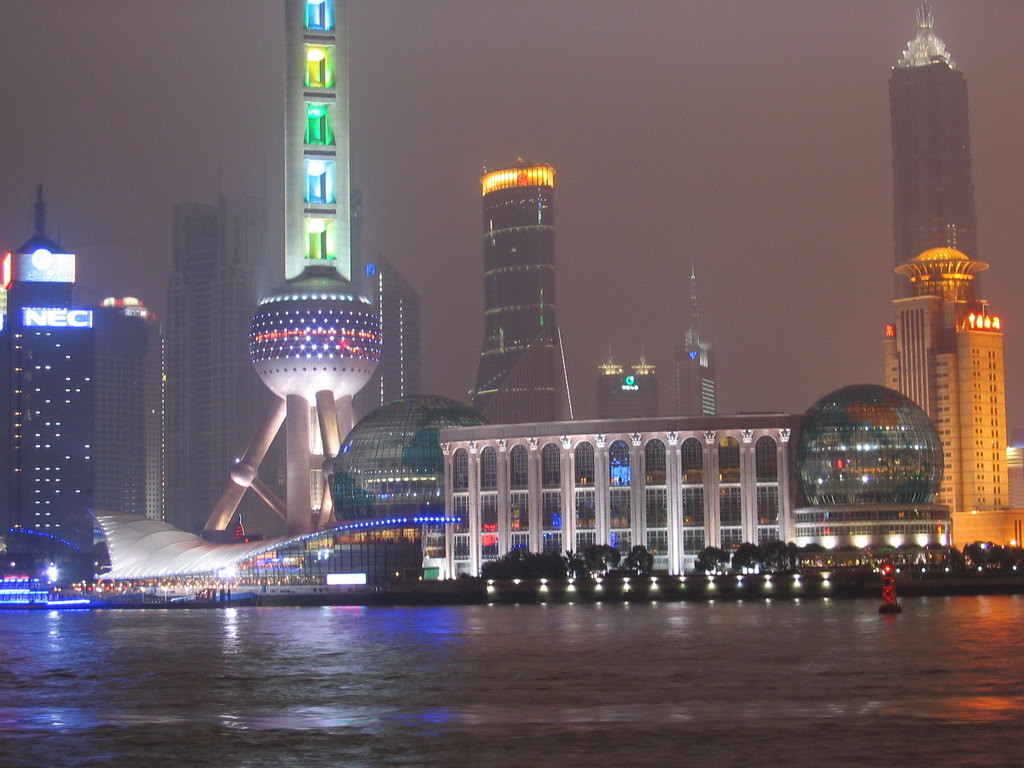
상하이 국제회의센터 야경

상하이 국제회의센터(중국어 간체자: 上海国际会议中心, 정체자: 上海國際會議中心, 병음: Shanghai International Convention Center)는 1999년 8월 세워졌고, 상하이 와이탄과 황푸강을 맞은 편에서 마주보고 있다. 황푸강 건너 편에서 보면, 빈강대도와 동방명주탑의 오른 편, 서남쪽에 있다. 점유 면적은 4.5만 평방킬로미터이고, 그 중 녹지 광장이 4만 평방킬로미터이다. 총건축면적은 11만 평방킬로미터이다.

## 외관
외이탄 건너편에서 바로 눈에 띄는 특이한 건축물이다. 거울로 만든 둥근 공 두 개를 건물 좌우에 올려 놓은 것 같다. 위치는 동방명주탑 바로 오른 쪽이니까 바로 알 수 있다.

## 시설

### 회의시설
회의면적은 4,200평방킬로미터이고, 2,500킬로미터의 전시관, 식당, 지하주차장 등의 시설물이 있다.

### 호텔
상하이 국제회의센터는 동방빈강호텔(東方濱,江大酒店, Oriental Riverside Hotel)과 연결되어 있다. 5성급으로 상하이 국제회의센터와 뤼자주이에 있으므로, 99 포춘 글로벌 포럼, 2001 APEC 정상회담, 35개국 아시아개발도상국 회의 등이 이 호텔에서 개최되었다.

### 와이탄 관광터널
- 와이탄 관광터널이 이 건물 뒷쪽으로 연결되어 있다.

## 교통
- 상하이 지하철 2호선